# Plagiomnium elimbatum
Plagiomnium elimbatum är en bladmossart som beskrevs av T. Koponen 1974. Plagiomnium elimbatum ingår i släktet praktmossor, och familjen Mniaceae. Inga underarter finns listade i Catalogue of Life.